# Jリーグキング
Jリーグキング（ジェイリーグキング）は、日本プロサッカーリーグ（Jリーグ）の公式マスコットキャラクターである。

## 概要
クリーム色の六角形パネルと紺に近い青色の五角形パネルで構成された切頂二十面体（テルスター型）のサッカーボール状の頭部を持つ人型のキャラクターで、頭には王冠を載せ、丸みを帯びた胴体には中央に大きくJリーグのロゴマークが入った白い半袖シャツ・紺に近い青色のパンツ・白いサッカーソックスと手袋・背中に赤いマントを身にまとい、サッカースパイクを履いている。
1993年5月15日に行われたJリーグオープニングマッチ・ヴェルディ川崎vs横浜マリノス（国立競技場）の試合前に行われたセレモニーで、巨大なバルーンとなって初お目見え（このため、この日をマスコットの誕生日と定めている）。リーグ開幕当初は「J-boy」「サッカーキング」などと呼ばれており、名称が定まっていなかったものの、当初はJリーグの関連商品などで頻繁に目にする機会が多かった。しかし、Jリーグ百年構想のイメージキャラクターとして「Mr.ピッチ」が登場すると、事実上Jリーグの公式キャラクターとしての役目をMr.ピッチに譲り長らく表舞台から姿を消す。
その後、2013年に行われたJリーグ20周年企画「Jクロニクルベスト」で久々に登場（この時の衣装は紋付羽織袴であった）。その後また消息が途絶えるが、2015年10月31日に行われた2015Jリーグヤマザキナビスコカップ決勝・鹿島アントラーズvsガンバ大阪を盛り上げる役目として立体化して会場の埼玉スタジアム2002に登場。これ以降「Jリーグキング」の呼称が定まる。その後Jリーグチャンピオンシップ決勝第2戦やJ1昇格プレーオフ決勝、Jリーグアウォーズにも登場した。
2016年はJリーグマスコット総選挙に出馬し、本格的に活動を再開。Mr.ピッチとの予備選で勝利するも、本選は37位（39人中）に終わった。23回目の誕生日となった2016年5月15日には公式サイトがオープン、ゆるキャラグランプリへのエントリーも発表された。結果は1171位（1421人中）だった。